# تانكوينو
تانكوينو (بالبرتغالية: Tanquinho‏)؛ بلدية في ولاية باهيا في المنطقة الشمالية الشرقية من البرازيل.